# Nasal velar surda
A nasal velar surda é um tipo de som consonantal, usado em algumas línguas faladas. O símbolo no Alfabeto Fonético Internacional que representa esse som é ⟨ŋ̊⟩, uma combinação da letra para o nasal velar sonoro e um diacrítico indicando ausência de voz. (Por razões de legibilidade, o anel é geralmente colocado acima da letra, ao invés de um ⟨ŋ̥⟩ normal). O símbolo X-SAMPA equivalente é N_0.

## Características
- Sua forma de articulação é oclusiva, ou seja, produzida pela obstrução do fluxo de ar no trato vocal. Como a consoante também é nasal, o fluxo de ar bloqueado é redirecionado pelo nariz.[1]
- Seu local de articulação é velar, o que significa que se articula com a parte posterior da língua (dorso) no palato mole. [1]
- Sua fonação é surda, o que significa que é produzida sem vibrações das cordas vocais.[1]
- É uma consoante nasal, o que significa que o ar pode escapar pelo nariz, exclusivamente (plosivas nasais) ou adicionalmente pela boca.[1]
- É uma consoante central, o que significa que é produzida direcionando o fluxo de ar ao longo do centro da língua, em vez de para os lados.[1]
- O mecanismo da corrente de ar é pulmonar, o que significa que é articulado empurrando o ar apenas com os pulmões e o diafragma, como na maioria dos sons.[1]

## Ocorrência
| Língua                  | Língua                  | Palavra         | AFI                  | Significado                  | Notas                                                 |
| ----------------------- | ----------------------- | --------------- | -------------------- | ---------------------------- | ----------------------------------------------------- |
| Birmanês                | Birmanês                | ငှါး               | [ŋ̊á]                 | Esprestar                    |                                                       |
| Yup'ik central alascano | Yup'ik central alascano | calisteńguciquq | [tʃaˈlistəˈŋ̊utʃɪquq] | Ele vai ser um trabalhador   |                                                       |
| Feroês                  | Feroês                  | onkur           | [ˈɔŋ̊kʰʊɹ]            | Qualquer um                  | Alofone de /n/ antes de uma consoante velar aspirada. |
| Islandês                | Islandês                | banka           | [ˈpäu̯ŋ̊kä]            | Bater                        |                                                       |
| Pa Na                   | Pa Na                   | [ma˧˩.ŋ̊ŋ̍˧˩˧]    | [ma˧˩.ŋ̊ŋ̍˧˩˧]         | Sanguessuga                  |                                                       |
| Washo                   | Washo                   | dewŊétiʔ        | [dewˈŋ̊etiʔ]          | Encosta inclinada para baixo |                                                       |
| Galês                   | Galês                   | fy nghot        | [və ŋ̊ɔt]             | Meu casaco                   |                                                       |
| Xumi                    | Inferior                | [EPŋ̊ɑmõ]        | [EPŋ̊ɑmõ]             | Camelo                       | Ocorre em empréstimos do tibetano.                    |

## Referência
1. 1 2 3 4 5 6 7  Maddieson; Ladefold, Ian; Peter (1996). The Sounds of World's Languages. [S.l.: s.n.]
2. ↑  Ladefoged & Maddieson (1996), p. 111.
3. ↑  Jacobson (1995), p. 3.
4. ↑  Árnason (2011), p. 124.
5. ↑  Þráinsson et al. (2012), p. ?.
6. ↑  Árnason (2011), p. 109.
7. ↑  Chen (2001), p. 72.
8. ↑  Jones (1984), p. 51.
9. 1 2  Chirkova & Chen (2013), pp. 365, 367.